# Helietta glaziovii
Helietta glaziovii là một loài thực vật có hoa trong họ Cửu lý hương. Loài này được (Engl.) Pirani mô tả khoa học đầu tiên năm 1998.